# Laguna Buada

Laguna Buada é uma lagoa um pouco salobra de água doce, no distrito de Buada, da nação insular de Nauru. 
Tem cerca de 0,05 milhas quadrados (0,13km²), a profundidade média da lagoa é de 78 pés (24m) e a profundidade máxima é de 256 pés (78m). A lagoa é classificada como uma lagoa endorreica, no qual não há saída para rios e mar.

Localização da Laguna Buada.

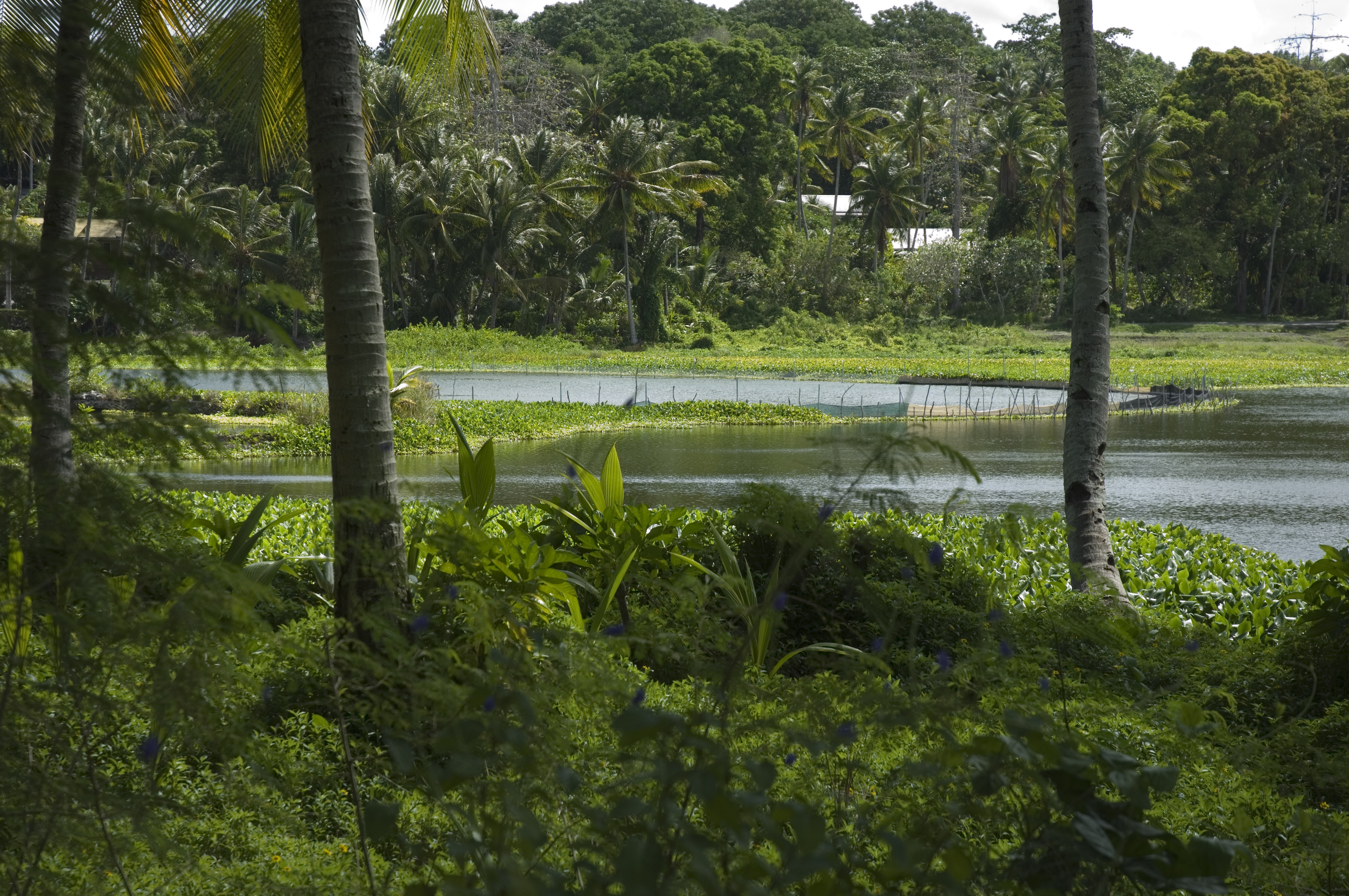
Foto do Lago Buada.